# HMS Loosestrife (K105)
HMS Loosestrife (K105) je bila korveta razreda flower Kraljeve vojne mornarice, ki je bila operativna med drugo svetovno vojno.

## Zgodovina
Ladjo je Kraljeva vojna mornarica prodala 4. oktobra 1946, nato pa je bila naslednje leto prodana, predelana v trgovsko ladjo in preimenovana v Kallsevni.